# Jack McCall

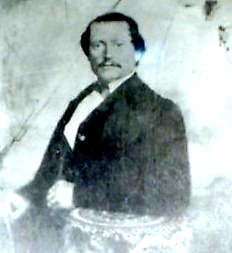
Jack McCall

Jack McCall (* 1852 in Jefferson County, Kentucky; † 1. März 1877 in Yankton, Dakota Territory) ist der Mörder der Westernlegende James „Wild Bill“ Hickok.

## Biografie
Jack McCall wuchs gemeinsam mit drei Schwestern in Kentucky auf und verdingte sich in seiner Jugend als Büffeljäger. Im Sommer 1876 lebte er in der improvisierten Goldgräbersiedlung Deadwood. Dort gab er sich eine Zeit lang als Bill Sutherland aus.
Am 2. August 1876 erschoss McCall im Saloon No. 10 in Deadwood mit einem Revolver Kaliber 45 hinterrücks den Westernhelden Bill Hickok, während dieser gerade Poker spielte. Später stellte sich heraus, dass McCall in den Tagen zuvor beim Pokern sein ganzes Geld an Hickok verloren hatte.
McCall wurde festgenommen. Da Deadwood kein etablierter Ort war, beriefen die Einwohner am folgenden Tag ein Ad-hoc-Gericht ein und wählten eine Jury. Im Gerichtsprozess sagte McCall aus, dass sein Motiv Rache gewesen sei, da Hickok seinen Bruder in Abilene (Kansas) getötet habe. Die Jury befand diese Aussage als ausreichende Rechtfertigung und sprach McCall nach zweistündiger Beratung frei.
Nachdem McCall Deadwood verlassen hatte, wurde er am 29. August in Laramie durch einen U.S. Marshal festgenommen. Obwohl der 5. Zusatzartikel zur Verfassung der Vereinigten Staaten nach dem Grundsatz des Double Jeopardy eine erneute Anklage nach einem Freispruch verbietet, konnte gegen McCall ein neues Verfahren eröffnet werden. Grund war, dass Deadwood und der ganze Goldrausch in den Black Hills illegales Eindringen von Weißen in das den Sioux-Indianern zugesprochene Jagdgebiet waren. Das Gericht und das Verfahren in Deadwood wurden von der offiziellen Justiz nicht anerkannt und standen einem neuen Prozess nicht entgegen.
Das Verfahren wurde im Dezember 1876 in Yankton vor einem Bundesgericht eröffnet und McCall wurde von der Jury schuldig gesprochen. Im Januar 1877 wurde als Strafmaß die Todesstrafe verhängt. Er wurde am 1. März 1877 um 10:15 Uhr in Yankton, Dakota-Territorium, öffentlich gehängt. Nach seinem Tod fand man heraus, dass er nie einen Bruder gehabt hatte.

## Sonstiges
In der Fernsehserie Deadwood von Home Box Office wird Jack McCall von dem amerikanischen Schauspieler Garret Dillahunt verkörpert.
In dem Film Wild Bill (1995) wurde er von dem Schauspieler David Arquette verkörpert.